# إتش. ل. ليندكويست
كان هاري ليمويل ليندكويست (15 أغسطس 1884 - 16 يناير 1978) محررًا وناشرًا متخصصًا في نشر الأدب الطوابعي في أوائل القرن العشرين. أدار شركته للنشر من مدينة نيويورك، في 1 شارع ويست 46.

## هواية جمع الطوابع
تولى ليندكويست، خلال الفترة من 1939 إلى 1948، تحرير ونشر سلسلة من عشرين كتابًا تتضمن أبحاثًا مفصلة في علم الطوابع، كتبها كتّاب طوابع مختلفون. حملت السلسلة عنوان "خبير الطوابع"، ويُعرف معظم كتب السلسلة بلون غلافها.
كان ليندكويست مسؤولاً عن تحرير ونشر العديد من الأدبيات حول طوابع البريد بما في ذلك الكتب التالية:
- جمع الطوابع.
- نظام البريد الجمهوري في تكساس.
- مجموعة جورج والكوت لأغلفة بريدية وطنية مستعملة تعود للحرب الأهلية.
- تاريخ "التخليص الجمركي" للبريد في الولايات المتحدة.
- طوابع بريد الولايات المتحدة في القرن العشرين.
- طابع سنت واحد للولايات المتحدة (1851-1857)، المجلد الأول.
- طابع سنت واحد للولايات المتحدة (1851-1857)، المجلد الثاني.
- طابع عشرة سنتات للولايات المتحدة (1855-1857).
- طوابع بريد الولايات المتحدة في القرن التاسع عشر، المجلد الأول.
- طوابع بريد الولايات المتحدة في القرن التاسع عشر، المجلد الثاني.
- طوابع بريد الولايات المتحدة في القرن التاسع عشر، المجلد الثالث.
- السمات المميزة للطوابع الكلاسيكية - أوروبا - القرن التاسع عشر. (باستثناء الولايات الألمانية القديمة).

## مساعيه في الطوابعية
أسس ليندكويست الاتحاد الوطني لأندية الطوابع، وترأسه، والذي نما ليضم 600 نادٍ على مستوى البلاد و200 ألف عضو. كما شغل منصب عضو في اللجنة الاستشارية للمواطنين للطوابع البريدية التابعة للمدير العام للبريد، بين عامي 1957 و1961.

## الأوسمة
حصل هـ. ل. ليندكويست على جوائز مرموقة تقديرًا لجهوده في مجال هواية جمع الطوابع:
- ميدالية ليختنشتاين من نادي هواة جمع الطوابع في نيويورك عام 1957.
- جائزة لوف للخدمة المتميزة للجمعية الأمريكية لهواة جمع الطوابع عام 1948.
- عضو فخري مدى الحياة في الجمعية الملكية لهواة جمع الطوابع بلندن.
- وقّع على قائمة هواة جمع الطوابع المتميزين عام 1947.
- جائزة بنجامين فرانكلين للخدمة العامة المتميزة، من إدارة بريد الولايات المتحدة.
- رئيس نادي نيويورك الرياضي من عام 1950 إلى عام 1952.